# Feuille de Dreux
De Feuille de Dreux of Dreux à la Feuille is een Franse kaas die gemaakt wordt in de Eure-et-Loir. De kaas dankt zijn naam aan de plaats Dreux, waar de belangrijkste markt voor de kaas gevestigd was.
De Feuille de Dreux wordt gemaakt van gedeeltelijk afgeroomde melk, is dus een wat minder vette kaas. De kaasmassa is na de rijping geel, licht grijsachtig. De kaas heeft een natuurlijke korst bedekt met een lichte grijs-blauwe schimmellaag. Op iedere kant van de kaas zitten drie kastanjebladeren, aan het eind van het rijpingsproces kunnen deze een roodbruine kleur aan de kaas afgeven. De smaak wordt mede bepaald door de bladeren en is licht fruitig.